# Margaret Ogola
Margaret Atieno Ogola (2 de junio de 1958 - 22 de septiembre de 2011) fue una pediatra y escritora keniana. Se hizo célebre por su novela The River and the Source, libro con el que ganó en 1995 el premio Africa Region Commonwealth Award for Literature. Fue directora médica del Cottolengo Hospice, un orfanato para niños con HIV y sida. También recibió el premio de Servicio Humanitario para las Familias del World Congress of Families.

## Biografía
Nació el 2 de junio de 1958. Estudió en el Thompson’s Falls High School y en el Alliance Girls High School, siendo una alumna destacada. En 1984 obtuvo la titulación en medicina y enfermería por la Universidad de Nairobi, y en 1990 obtuvo un Master de Medicina en Pediatría en la misma universidad. También obtuvo un posgrado en Planificación y Dirección de Proyectos de Desarrollo en la Catholic University of Eastern Africa en 2004. Falleció a los 53 años a causa de un cáncer.

## Obra
También fue Vicepresidenta del Family Life Counselling (Kenia) e interesada en el progreso de las mujeres africanas.
Fue la Secretaria Ejecutiva Nacional de la Comisión de Salud y Familia (Commission for Health & Family Life) de la Conferencia Episcopal de Kenia desde 1998 hasta 2002. 
De 2002 a 2004, fue la Coordinadora Regional de la Iniciativa Esperanza para los Niños Africanos (Hope for African Children Initiative), una asociación de diversas ONG internacionales, entre las que se cuentan Plan, CARE, Save the Children, Society for Women and AIDS, World Conference For Religion and Peace and World Vision. El principal objetivo de esta iniciativa es incrementar la capacidad de las comunidades africanas para concienciar y ayudar a los niños afectados de uno u otro modo por el problema del sida y prevenir su contagio. 
Ogola también ayudó en la fundación y dirección de la Clínica SOS HIV/SIDA (SOS HIV/AIDS Clinic), que es una clínica para PLWAs.
La clínica ofrece VCT, tratamiento de OI, provisión de ART y alimentos a unas 1000 personas de los alrededores: mujeres, niños y hombres. También realiza investigaciones, incluyendo CD4s. 
En el momento de su muerte, Ogola era la Secretaria Ejecutiva Nacional de la Commission for Health & Family Life. También seguía siendo cabeza de la Comisión del Catholic Secretariat. La Comisión coordina 500 unidades de salud que atienden alrededor de 5 millones de casos anualmente.
La doctora Ogola había sido designada miembro del Consejo Nacional para Servicios de la Infancia (National Council for Children Services).
En 1999, fue la representante del Familias Award for Humanitarian Service en el Congreso Mundial de familias, en Génova.
Ogola estaba casada y tenía seis hijos, dos de ellos adoptados.

## El río y la fuente (novela)
El río y la fuente narra la vida de tres generaciones de mujeres y los hombres que estuvieron a su lado. Comienza con la historia de Akoko en el siglo XIX, ambientada en la provincia de Nyanza (una ex-provincia de Kenia) y termina con la historia de los hijos de Awiti que viven y mueren en el siglo XX. Es decir, narra la historia de cinco generaciones de la familia a través de tres mujeres del pueblo Luo, la tierra del padre de Obama. La fe, el trabajo duro, la disciplina, el amor, la familia y el conocimiento de uno mismo podrían nombrarse como los temas principales de este libro, así como temas como el SIDA en los años 80 en Kenia.
En 1995, esta novela ganó el Premio de Literatura Jomo Kenyatta y el Premio de Escritores de la Commonwealth al Mejor Primer Libro en la Región de África.

## Citas
"Unless we recognise that each individual is irrepeatable and valuable by virtue of simply being conceived human, we cannot begin to talk about human rights. This includes the right to be born, as all of us have enjoyed. True justice should be for each human being, visible and invisible, young and old, disabled and able, to enjoy fully their right to life. The accidental attributes that we acquire such as colour, sex intelligence, economic circumstances, physical or mental disability should not be used as an excuse to deprive a person of life."
Quoted from a speech she gave: On the Dignity of the African Woman